# سوبراني
سوبراني Sobranie (بالروسية: Собрание والتي تعني: تجميع أو مجموعة أو حَشد) هي علامة تجارية للسجائر، تملكها حاليًا وتصنّعها مجموعة جالاهار التابعة لشركة تبغ اليابان.

## التاريخ
تأسست شركة تبغ بلقان سوبراني في لندن عام 1879 على يد ألبرت واينبرغ (الذي وُلِدَ في رومانيا عام 1849)، والذي تأرخت أوراق تجنيسه عام 1886 لتؤكد جنسيته وتظهر أنه هاجر إلى انجلترا في سبعينيات القرن التاسع عشر؛ في ذات الوقت الذي أصبحت فيه السجائر يدوية الصنع الرائجة في أوربا الشرقية والتقاليد الروسية موضة في أوربا. وهي واحدة من أقدم العلامات التجارية للسجائر في العالم. انضم ابن عم ألبرت الصغير آيزيا ريدستون (1884–1963) إليه في العمل وسجل العلامة التجارية "بلقان سوبراني"، والتي تم اختصارها لاحقًا إلى سوبراني. وبحلول عام 1910، كان ألبرت يقوم بالتصنيع في شارع جلاسهاوس 34 في لندن. ثم بعد وفاة ألبرت، استمر آيزيا ريدستون وأولاده تشارلز كولمان ريدستون (1911-1994) والدكتور إيزيدور ريدستون (1925-2022) بامتلاك الشركة وإدارتها. ثم بيعت علامة سوبراني التجارية في بداية الثمانينات لمجموعة جالاهار، والتي واصلت الإنتاج بصيغة معدلة في مواقع متعددة في أوروبا. وتم شراء جالاهار لاحقًا من قبل شركة تبغ اليابان في عام 2007.
خلال فترة وجود سوبراني، تم تسويقها باعتبارها تعريفًا للترف والرفاهية في صناعة التبغ، والتي تم اعتمادها كمزود رسمي لكثير من المنازل والنخب الملكية الأوروبية في جميع أنحاء العالم، بما في ذلك البلاط الإمبراطوري الروسي والمحاكم الملكية في المملكة المتحدة لبريطانيا العظمى وأيرلندا وإسبانيا ورومانيا واليونان.
تضمنت العلامات التجارية عالية الجودة كوكتيل سوبراني متعدد الألوان وسوبراني الروسي الأسود ذو الأصناف الأسود والذهبي، والتي يتم انتاجها في أوكرانيا. تأتي الأصناف كوكتيل سوبراني ونسخ الروسي الأسود والروسي الأبيض مزخرفة بالنسر الإمبراطوري الروسي ذي الرأسين.

## الرعاية
كانت سوبراني راعية لفريق جوردان لسباق الجائزة الكبرى في عامي 2004 و2005. تم عرض الشعارات على الجزء الأمامي والجانبي والخلفي للسيارات. وفي البلدان التي تم حظر رعاية التبغ فيها، تمت إزالة الشعارات أو استبدالها. وفي سباق الجائزة الكبرى للولايات المتحدة، كانت سوبراني في المقام الأول بديلاً عن الراعي الأساسي لجورادن، والتي كانت بنسون آند هيدجز (علامة تجارية تملكها مجموعة جالاهار في المملكة المتحدة)؛ وذلك لأجل التحايل على اتفاقية تسوية التبغ الرئيسية (MSA)، حيث كانت شركة فيليب موريس الولايات المتحدة الأمريكية (التي تُعنى  بعلامة بنسون آند هيدجز التجارية في الولايات المتحدة) ترعى حصريًا فريق بينسكا في سباقات العجلات المفتوحة الأمريكية بعلامتهم التجارية مالبورو (حسب متطلبات MSA).

## الأسواق
بيعت سجائر سوبراني أساساً في المملكة المتحدة حتى تم إدخال التغليف البسيط العادي، ولكن أيضًا بيعت أو لا تزال تُباع في الهند وألمانيا وبلغاريا وفرنسا وسويسرا وبولندا ورومانيا واليونان وبيلاروسيا وأوكرانيا وروسيا وجورجيا وكازاخستان وسنغافورة وأرمينيا وأذربيجان وكرواتيا وصربيا ومقدونيا الشمالية والبوسنة والهرسك وماليزيا والصين وتايوان والجبل الأسود واليابان. إضافةً إلى العديد من الأسواق الحرة في المطارات.